# Sfærernes Musik (Rued Langgaard)
Sfærernes Musik er et værk af Rued Langgaard komponeret i 1916–18 for orkester, kor, orgel, "fjernorkester" og sopran-solist.
Værket, der betragtes som forud for sin tid og en af de mest originale kompositioner i dansk musik i det 20. århundredes første halvdel, rummer adskillige nyskabelser, deriblandt et af musikhistoriens første eksempler på nedskreven musik der spilles direkte på klaverets strenge. Langaards omfattende brug af "clusters" i strygerne fik desuden komponisten György Ligeti til at proklamere sig selv for en "Langgaard-epigon" da Per Nørgård præsenterede ham for partituret i slutningen af 1960erne.
Sfærernes Musik blev uropført i 1921 in Karlsruhe, Tyskland. Uropførelsen var en succes men året efter fik værket en mere lunken modtagelse ved en opførelse i Berlin. Derefter blev det glemt eller negligeret og blev ikke opført igen før i 1968 hvor en opførelse i Stockholm indledte en renæssance for Langgaards musik.

## Instrumentering

### Hovedorkester
- Fire fløjter (piccolofløjter)
- Tre oboer (engelskhorn)
- Tre klarinetter
- Tre fagotter
- Otte horn
- Tre trompeter
- Tre basuner
- Bastuba
- Pauker
- Slagtøj
- "Glissando-piano" (klaver der spilles direkte på strengene)
- Orgel
- Sopran-solist
- Strygere

### Fjernorkester
- To fløjter
- Obo
- To klarinetter
- Horn
- Pauker
- Harpe
- Strygere